# معهد مكتتبي اللويدز
يعتبر معهد مكتتبي لندن (LLO) أحد أهم هيئات ومنظمات التامين البحري العالمية، وهو بمثابة هيئة أو مؤسسة تضم في تشكيلها وأنشطتها معظم شركات التأمين التي تقوم بالاكتتاب  في مجال التأمين البحري في المملكة المتحدة. وقد تم تأسيس المعهد في يونيو عام 1884 كمؤسسة أو اتحاد يهدف الي تنمية وتطوير مختلف مجالات وانشطة وممارسات التأمين البحري.
1. ↑  "Marine - Lloyd's". www.lloyds.com (بالإنجليزية). Retrieved 2024-08-08.